# العلاقات البرازيلية النيكاراغوية
العلاقات البرازيلية النيكاراغوية هي العلاقات الثنائية التي تجمع بين البرازيل ونيكاراغوا.

## مقارنة بين البلدين
هذه مقارنة عامة ومرجعية للدولتين:
| وجه المقارنة                                              | البرازيل | نيكاراغوا        |
| --------------------------------------------------------- | --- | ---------------- |
| المساحة (كم2)                                             | 8.52 مليون | 130.38 ألف       |
| عدد السكان (نسمة)                                         | 202.66 مليون | 6.22 مليون       |
| الكثافة السكانية (ن./كم²)                                 | 23.79 | 47.71            |
| العاصمة                                                   | برازيليا، ريو دي جانيرو | ماناغوا          |
| اللغة الرسمية                                             | برتغالية برازيلية، Brazilian Sign Language ‏ | اللغة الإسبانية  |
| العملة                                                    | ريال برازيلي، كروزيرو ريال برازيلي ‏، كروزيرو البرازيلية (1990–1993)، البرازيلي كروزادو نوفو، كروزادو برازيلي، cruzeiro ‏، كروزيرو البرازيلية (1942–1967)، الريال البرازيلي (قديم) | كوردبا نيكاراغوا |
| الناتج المحلي الإجمالي (بليون دولار)                      | 2.06 تريليون | 13.81 مليار      |
| الناتج المحلي الإجمالي (تعادل القوة الشرائية) بليون دولار | 3.22 تريليون | 31.63 مليار      |
| الناتج المحلي الإجمالي الاسمي للفرد دولار أمريكي          | 8.54 ألف | 2.09 ألف         |
| الناتج المحلي الإجمالي للفرد دولار أمريكي                 | 15.89 ألف | 4.92 ألف         |
| مؤشر التنمية البشرية                                      | 0.754 | 0.631            |
| رمز المكالمات الدولي                                      | +55 | +505             |
| رمز الإنترنت                                              | .br | .ni              |
| المنطقة الزمنية                                           | | 00               |

## مدن متوأمة
في ما يلي قائمة باتفاقيات التوأمة بين مدن برازيلية ونيكاراغوية:
- ترتبط ريو دي جانيرو مع ماناغوا باتفاقية توأمة منذ 1969.

## منظمات دولية مشتركة
يشترك البلدان في عضوية مجموعة من المنظمات الدولية، منها:
| علم المنظمة | اسم المنظمة                                                          | تاريخ انضمام البرازيل | تاريخ انضمام نيكاراغوا |
| ----------- | -------------------------------------------------------------------- | --------------------- | ---------------------- |
|             | وكالة حظر الأسلحة النووية في أمريكا اللاتينية ومنطقة البحر الكاريبي ‏ | ?                     | ?                      |
|             | البنك الدولي للإنشاء والتعمير                                        | 14 يناير 1946         | 14 مارس 1946           |
|             | يونسكو                                                               | 4 نوفمبر 1946         | 22 فبراير 1952         |
|             | منظمة التجارة العالمية                                               | ?                     | ?                      |
|             | وكالة ضمان الاستثمار متعدد الأطراف                                   | 7 يناير 1993          | 12 يونيو 1992          |
|             | الاتحاد البريدي العالمي                                              | ?                     | ?                      |
|             | الاتحاد الدولي للاتصالات                                             | 4 يوليو 1877          | 12 مايو 1926           |
|             | مؤسسة التمويل الدولية                                                | 31 ديسمبر 1956        | 20 يوليو 1956          |
|             | منظمة الشرطة الجنائية الدولية                                        | ?                     | ?                      |
|             | الأمم المتحدة                                                        | 24 أكتوبر 1945        | 24 أكتوبر 1945         |
|             | مؤسسة التنمية الدولية                                                | 15 مارس 1963          | 30 ديسمبر 1960         |
|             | منظمة حظر الأسلحة الكيميائية                                         | ?                     | ?                      |

## وصلات خارجية
- موقع وزارة الخارجية البرازيلية
- موقع وزارة الخارجية النيكاراغوية